# Nieuw-Zeeland op de Olympische Winterspelen 1988
Tijdens de Olympische Winterspelen van 1988, die in Calgary (Canada) werden gehouden, nam Nieuw-Zeeland voor de achtste keer deel.

## Deelnemers en resultaten

### Alpineskiën
| Olympiër        | Discipline       | Resultaat | Prestatie                      |
| --------------- | ---------------- | --------- | ------------------------------ |
| Mattias Hubrich | super g (m)      | 24e       | 1.45,46 (+5,80)                |
| Mattias Hubrich | reuzenslalom (m) | dns-2     | niet gestart run 2 1.12,25+dns |
| Mattias Hubrich | slalom (m)       | 22e       | 1.52,24 (+12,77) 58,16+54,08   |
| Simon Wi Rutene | super g (m)      | dnf       | opgave                         |
| Simon Wi Rutene | reuzenslalom (m) | dnf-1     | opgave run 1                   |
| Simon Wi Rutene | slalom (m)       | 17e       | 1.47,38 (+7,91) 55,80+51,58    |
| Simon Wi Rutene | combinatie (m)   | dnf-a     | opgave afdaling                |
|                 |                  |           |                                |
| Kate Rattray    | super g (v)      | 28e       | 1.23,48 (+4,45)                |
| Kate Rattray    | reuzenslalom (v) | dnf-2     | opgave run 2 1.04,10+dnf       |
| Kate Rattray    | slalom (v)       | 21e       | 1.52,94 (+16,25) 56,79+56,15   |

### Bobsleeën
| Olympiër                                          | Discipline                     | Resultaat | Prestatie                                                |
| ------------------------------------------------- | ------------------------------ | --------- | -------------------------------------------------------- |
| Lex Peterson Peter Henry                          | 2-mansbob (m) Nieuw-Zeeland I  | 20e       | 4.01,04 (+7,56) (58,65 / 1.00,87 / 1.01,25 / 1.00,27)    |
| Owen Pinnell Blair Telford                        | 2-mansbob (m) Nieuw-Zeeland II | 31e       | 4.04,16 (+10,68) (1.00,37 / 1.00,95 / 1.01,62 / 1.01,22) |
| Lex Peterson Blair Telford Rhys Dacre Peter Henry | 4-mansbob (m) Nieuw-Zeeland I  | 21e       | 3.52,37 (+4,86) (57,98 / 58,42 / 57,30 / 58,67)          |

### Langlaufen
| Olympiër       | Discipline            | Resultaat | Prestatie           |
| -------------- | --------------------- | --------- | ------------------- |
| Madonna Harris | 20 km vrije stijl (v) | 40e       | 1:03.09,6 (+7.16,0) |

Amerikaanse Maagdeneilanden · Andorra · Argentinië · Australië · België · Bolivia · Bondsrepubliek Duitsland · Bulgarije · Canada · Chili · China · Chinees Taipei · Costa Rica · Cyprus · Denemarken · Duitse Democratische Republiek · Fiji · Filipijnen · Finland · Frankrijk · Griekenland · Groot-Brittannië · Guam · Guatemala · Hongarije · IJsland · India · Italië · Jamaica · Japan · Joegoslavië · Libanon · Liechtenstein · Luxemburg · Marokko · Mexico · Monaco · Mongolië · Nederland · Nederlandse Antillen · Nieuw-Zeeland · Noord-Korea · Noorwegen · Oostenrijk · Polen · Portugal · Puerto Rico · Roemenië · San Marino · Sovjet-Unie · Spanje · Tsjecho-Slowakije · Turkije · Verenigde Staten · Zuid-Korea · Zweden · Zwitserland